# Rajd Kormoran 1985
Rajd Kormoran 1985 – 13. edycja Rajdu Kormoran. Był to rajd samochodowy rozgrywany od 16 do 17 listopada 1985 roku. Była to szósta runda Rajdowych Samochodowych Mistrzostw Polski w roku 1985. Rajd składał się z osiemnastu odcinków specjalnych. Został rozegrany na nawierzchni szutrowej. Zwycięzcą został Romuald Chałas.

## Wyniki końcowe rajdu[1][2]
| Miejsce | Kierowca            | Pilot               | Samochód              | Czas    | Strata | Grupa Klasa |
| ------- | ------------------- | ------------------- | --------------------- | ------- | ------ | ----------- |
| 1       | Romuald Chałas      | Zbigniew Atłowski   | FSO 1600 A            | 1:57:50 | -      | A-14        |
| 2       | Dariusz Poletyło    | Dariusz Pasternak   | FSO 1600              | 1:57:52 | +0:02  | A-14        |
| 3       | Tadeusz Buksowicz   | Jacek Lisicki       | FSO Polonez 1600 C    | 1:58:45 | +0:55  | A-14        |
| 4       | Krzysztof Hołowczyc | Marek Omelańczuk    | Polski Fiat 125p 1600 | 2:01:42 | +3:52  | A-14        |
| 5       | Mariusz Kostrzak    | Marek Smolec        | Lada VAZ 2105 MTX     | 2:01:59 | +4:09  | B-22        |
| 6       | Piotr Kufrej        | Maciej Hołuj        | FSO 1600 A            | 2:03:58 | +6:08  | A-14        |
| 7       | Krzysztof Senft     | Gloria Kossak       | Vauxhall Nova SR      | 2:06:59 | +9:09  | A-12        |
| 8       | Marek Sadowski      | Tadeusz Kołczyński  | FSO 1600              |         |        | A-14        |
| 9       | Bogdan Herink       | Andrzej Wojakiewicz | Lada VAZ 2105         |         |        | A-12        |
| 10      | Waldemar Kramarz    | Janusz Bronikowski  | Polski Fiat 125p 1300 |         |        | A-12        |